# Савана (Илиноис)
Савана (енгл. Savanna) град је у америчкој савезној држави Илиноис. По попису становништва из 2010. у њему је живело 3.062 становника.

## Демографија
Према попису становништва из 2010. у граду је живело 3.062 становника, што је 480 (13,6%) становника мање него 2000. године.
| Група             | 2000.         | 2010.         |
| Белци             | 3.255 (91,9%) | 2.747 (89,7%) |
| Афроамериканци    | 54 (1,5%)     | 59 (1,9%)     |
| Азијати           | 8 (0,2%)      | 3 (0,1%)      |
| Хиспаноамериканци | 186 (5,3%)    | 198 (6,5%)    |
| Укупно            | 3.542         | 3.062         |